# Hydraulis

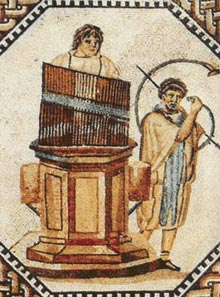
L'hydraulis o orgue hidràulic.

L'orgue hidràulic , orgue d'aigua o hydraulis (també anomenat hydraulus, hydraulos i hidraula) és un instrument musical antic de vent, que funcionava amb un sistema de receptacles plens d'aigua per mantenir constant la pressió de l'aire. Va ser el primer instrument de teclat i el predecessor de l'actual orgue pneumàtic. L'intèrpret que el tocava era anomenat hydraules.
L'orgue hidràulic va ser inventat a Grècia el segle iii aC per (segons les fonts) Ctesibi, un inventor que va idear diversos aparells que funcionaven amb aigua i aire.
Aquest instrument va ser conegut pels romans i es va estendre per tot l'Imperi, usant-se en actes públics, teatres, espectacles, etc. Pel que sembla, la invenció dels orgues de manxes es remunta al segle iv. No obstant això, es van seguir usant ambdós sistemes fins que, al segle xiii, es van abandonar completament els hidràulics. Un dels instruments automàtics més antics que es coneixen és la flauta automàtica inventada a Aràbia pels germans Banu Musa, el segle ix.

## Història

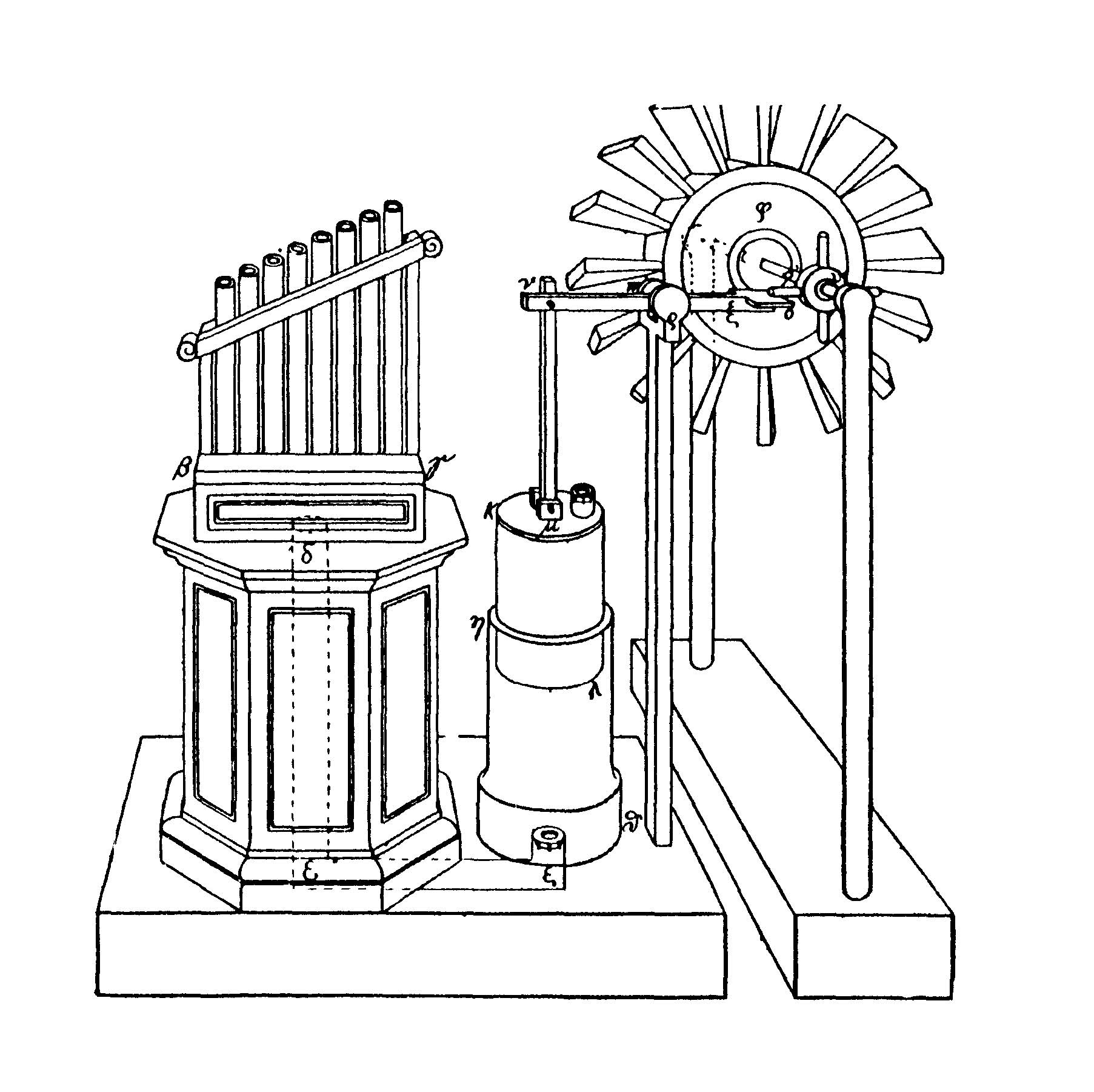
Reconstrucció moderna de l'hydraulis de Heró d'Alexandria.

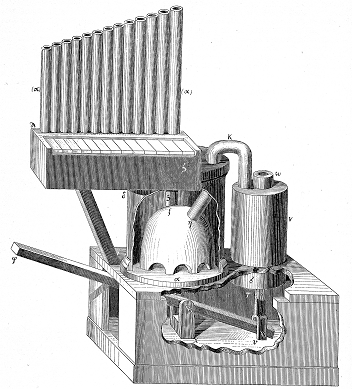
Hydraulis de Ctesibi, segons la descripció de Heró d'Alexandria.

Els orgues d'aigua van ser descrits en nombrosos textos de Ctesibi (segle iii aC), Filó de Bizanci (segle iii aC) i Heró d'Alexandria (c. 62 dC). Igual que els rellotges d'aigua o clepsidra de l'època de Plató, podrien haver tingut una especial importància en la filosofia grega. L'orgue hidràulic de tubs d'aire es va utilitzar per imitar cants d'ocell, així com per reproduir l'impressionant so que emetia l'estàtua de Memnon a Tebes. Per a aquest últim, l'energia solar s'utilitzava per escalfar l'aigua d'un tanc tancat, a fi de produir aire comprimit i fer sonar els tubs.
Les característiques dels orgues hidràulics s'han extret de mosaics, pintures, referències literàries, etc. El 1931, es van descobrir les restes d'un orgue hidràulic a Hongria, amb una inscripció que es remunta al 228 dC. El cuir i la fusta de l'instrument estaven descomposts, però amb les parts metàl·liques ha estat possible la reconstrucció d'una rèplica, que es troba al Museu Aquincum de Budapest. El mecanisme exacte que s'emprava per produir l'aire no està del tot clar, i no se sap gairebé res sobre la música que s'interpretava en aquest orgue hidràulic.
Els enginyers àrabs i romans d'Orient van desenvolupar un orgue automàtic d'aigua. A la fi del segle xiii aquests orgues automàtics havien arribat a Itàlia i a la resta d'Europa occidental. Durant el Renaixement, els orgues d'aigua van ser instal·lats en jardins, grutes, salons de palaus i mansions per al gaudi no només de la música, sinó també dels nombrosos autòmats (figures de ball, aus batent les ales, etc.), que incorporaven els instruments de l'època. Altres tipus d'orgues hidràulics es van utilitzar per simular el so d'instruments musicals que, aparentment, tocaven estàtues que representaven escenes mitològiques.
L'orgue d'aigua més famós del segle xvi era a la Vila d'Este al Tívoli. Va ser construït entre 1569 i 1572 per Clericho Lluita (Luc de Clerc, completat per Claude Venard), mesurava uns sis metres d'alçada i s'alimentava d'una magnífica cascada. Va ser descrit per Mario Cartaro el 1575, i en l'actualitat se sap que, a més de tocar automàticament almenys tres peces de música, aquest orgue també portava un teclat incorporat.
Altres jardins italians amb orgues hidràulics es trobaven a Pratolino, prop de Florència (c. 1575), Isola de Belvedere, Ferrara (abans de 1599), el Palazzo del Quirinale de Roma (construït per Luca Biagi el 1598 i restaurat el 1990), la Vila Aldobrandini, Frascati (1620), un dels Palaus Reials de Nàpols (1746), la Vila Doria Pamphili (1758 - 1759). De tots aquests, només el del Palazzo del Quirinale ha sobreviscut. Encara hi ha restes de l'instrument de la Vila d'Este, però l'aigua de la cascada (rica en minerals) que alimentava l'orgue de la gruta ha provocat acumulacions que han ocultat l'instrument gairebé del tot.
A principis del segle xvii, també es van construir orgues d'aigua a Anglaterra; Cornelius Drebbel en va construir un per al rei Jaume I, i Salomó de Caus en va construir diversos mentre estava al servei del príncep Henry. N'hi havia un a Bagnigge Val (Londres), la casa d'estiu de Nell Gwynn (1650 - 1687), i Henry Winstanley (1644 - 1703), el dissenyador de l'Eddystone Lighthouse, en va construir un a casa. Després del casament de la princesa Isabel amb el Príncep elector palatí Federico V, de Caus en va construir un per a ells, que va ser instal·lat als jardins del Castell de Heidelberg, i es va fer famós pels seus bells i intricats conductes per transportar l'aigua. Els germans Francini van construir alguns orgues hidràulics a Saint Germain-en-Laye i a Versalles, que es van superar en esplendor i extravagància.
A la fi del segle xvii, però, l'interès pels orgues d'aigua disminuí, el seu manteniment era molt costós, de manera que van caure en l'oblit.
Posteriorment, el mecanisme dels orgues hidràulics va ser malinterpretat, fins que l'enginyer neerlandès Van Dijk va assenyalar el 1954 que l'aire se subministrava a l'instrument per aspiració. En els orgues d'aigua, un petit tub és col·locat de tal manera que un extrem està obert a l'exterior i l'altre arriba fins a un tub més gran que conté aigua, la qual flueix per un rierol, llacuna o embassament d'estabilització. Com més llarga sigui la caiguda vertical de l'aigua, més poderosa serà la succió i major serà el volum d'aire aspirat.

## Funcionament
L'aigua i l'aire entren en l'instrument i arriben junts a la cambra eòlica. A continuació, l'aire comprimit entra en un compartiment situat a la part superior de la cambra eòlica, i, des d'aquí, es distribueix cap als tubs de l'orgue.
L'aigua, després d'haver estat separada de l'aire, deixa la cambra eòlica a mesura que va entrant-hi. A continuació, l'aigua impulsa una roda, que al seu torn mou un cilindre musical. Per fer funcionar l'orgue, la clau que permet el pas de l'aigua a l'interior de l'instrument ha d'estar oberta (el que fa que l'aigua flueixi contínuament). Alguns orgues d'aigua estaven proveïts de senzills dispositius que regulaven la pressió de l'aigua.

## Descripció

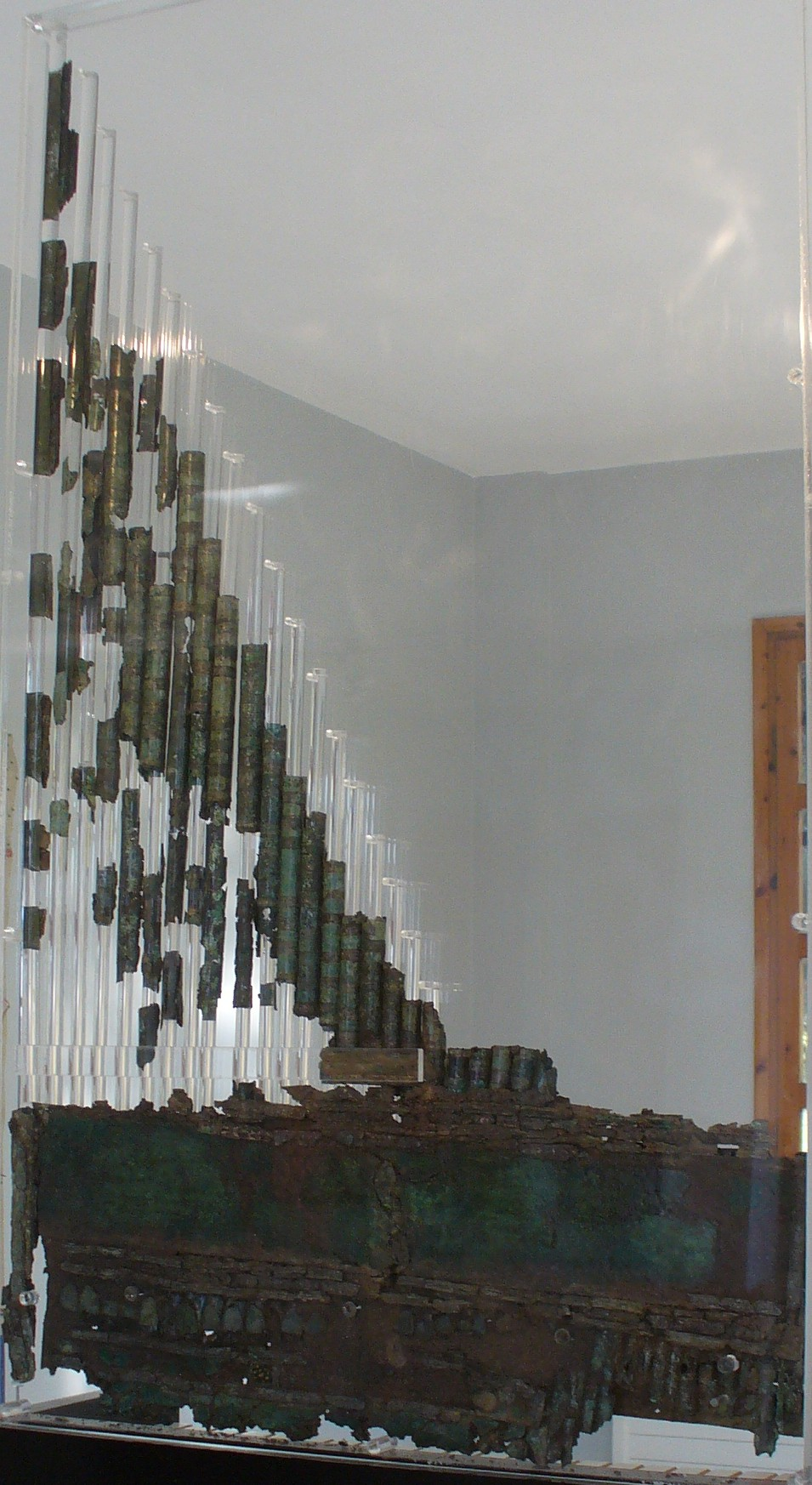
Orgue hidràulic del s. I aC (museu arqueològic de Dion)}}

L'hydraulis posseïa una base octogonal (30 cm d'alçada per 90 de diàmetre), sobre la qual hi havia una cisterna metàl·lica (de 90 cm d'alçada i 60 de diàmetre, aproximadament). En general, la cisterna tenia dos èmbols cilíndrics a banda i banda.
A sobre d'aquesta cisterna hi havia una caixa rectangular, de dimensions semblants a les de la base, sobre la qual estaven col·locats els tubs. El nombre d'ells podia variar de quatre o cinc a divuit, encara que en general solien tenir-ne uns vuit. Pel que sembla, el músic s'asseia davant d'una espècie de teclat que sorgia de la cambra eòlica que posseïa l'instrument.